# Spiroctenus pallidipes
Spiroctenus pallidipes är en spindelart som beskrevs av William Frederick Purcell 1904. Spiroctenus pallidipes ingår i släktet Spiroctenus och familjen Nemesiidae. Inga underarter finns listade i Catalogue of Life.